# Substantia nigra

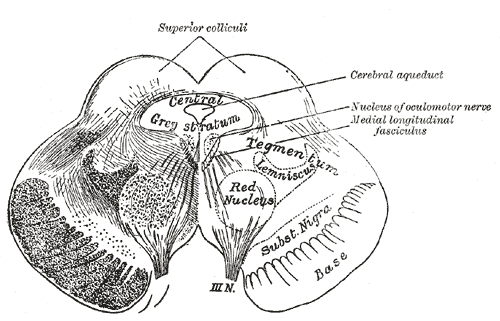
Placering av substantia nigra i mitthjärnan

Substantia nigra i rött

Substantia nigra (svart substans) är en hjärnstruktur som spelar en viktig roll i hjärnans belöningssystem, i utvecklandet av beroenden och rörelse.  Den utgörs av ett lager av mörkt färgad grå materia, beläget i den lägre delen av mitthjärnan 
i en tudelad formation. Det är en del av de basala ganglierna som är kopplade till hjärnbarken och antas ha del i utförandet av finmotoriska rörelser och inlärning av dessa. Substantia nigra är känd för att vara den del i de basala ganglierna som producerar dopamin, en signalsubstans som är inblandad i motorik- och belöningssystem. En dåligt fungerande substantia nigra kan leda till problem med finmotorik och till slut Parkinsons sjukdom. Det huvudsakliga nätverket för dopaminerga neuron inom de basala ganglierna är den nigrostriatiala kopplingen som går mellan substantia nigra och striatum, som är en struktur i den främre delen de basala ganglierna.

## Anatomi
Substantia nigra är belagd i den basala delen av mitthjärnan och utgör avgränsningen mellan ventrala tegmentområdet och hjärnskänklarna. Klassiskt sett har substantia nigra setts som en unison struktur, men på senare år har man upptäckt att den består av två huvudsakliga neuronsamlingar som utför helt åtskilda uppgifter. Dess två delar är substantia nigra pars compacta (SNpc) och substantia nigra pars reticulata (SNpr).

### Pars compacta
Substantia nigra pars compacta, utgör det dorsala skiktet av substantia nigra, är bland de mest undersökta cellgrupperna i de basala ganglierna och består av stora dopamin-innehållande celler som känns igen på den mörka, neuromelanin-inducerade färgen. Neuromelaninet i dessa celler tros ha ett samband med ett överskott av dopamin som ej placerats i synaptiska vesiklar.  Den största delen av inkommande signaler till SNpc kommer från striatala GABA-gena nervceller, i de anteriora delarna av de basala ganglierna, men signaler inkommer även ifrån frontalloberna och amygdala. De signalerar i sin tur dopamin till hela caudate och putamen, samt ytterligare delar av de basala ganglierna och hjärnbarken i frontalloben.

#### Neuromelanin och pigmentisering i pars compacta
Från början valdes namnet neuromelanin på grund av dess likhet med det melanin som återfinns i huden och ger den dess färg vid pigmentering. Detta har vid senare studier visat sig vara en riktig form av melanin och delar dess egenskap att interagera med olika metaller och organiska ämnen. Ny forskning visar på att neuromelanin kan ha som uppgift att skydda neuron ifrån skadliga doser av metall eller giftiga ämnen.
Historiskt sett har man observerat melanin i mänsklig hjärnvävnad ända sedan 1930-talet. Det har även funnits i andra däggdjur, framförallt de primater som delar mest DNA med människan, men också hos mer långväga släktingar som hästar och får. I den mänskliga hjärnan har man sett att neuromelanin ackumuleras under vår livstid i vävnaden och syns först efter två till tre års ålder.
Formering av neuromelanin i hjärnan är omdebatterad, men antas ha en koppling till auto-oxidation av dopamin-derivat, eller enzym-medlad oxidation.

### Pars reticulata
Substantia nigra pars reticulata är det ventrala skiktet av substantia nigra och saknar den kännetecknande mörka pigmenteringen av SNpc och är alltså ljus.  SNpr är den större av de två delarna i formationen. Den är framförallt känd som en komponent i det system som består av globus pallidus och subtalamiska kärnan vilka huvudsakligen kommunicerar genom signalämnet GABA med SNpr, som är det vanligaste inhibitoriska signalämnet i den mänskliga hjärnan, men även glutamat förekommer som utövar en excitatorisk inverkan.Signaler inkommer utöver dessa genom det striato-nigrala systemet som utövar en inhibitiorisk inverkan på pars reticulata. SNpr kommunicerar sedan vidare med bland annat motoriska delar av talamus och övre fyrhögarna . Det är en av de viktigaste utgångarna för information från basala ganglierna till övriga hjärnan.

## Funktion
Substantia nigra är den formation av neuron som antas stå för majoriteten av produktionen av dopamin i det största systemet för dopaminerga signaler i hjärnan, de basala ganglierna. För människan och alla andra däggdjur är dopamin helt nödvändigt för att fungera då det är en signalsubstans som är direkt kopplad till aktivitet och välmående, förutom ovannämnda funktioner. Stimulans av SN i samband med aktivitet har visats leda till upprepande av handlingen som ledde till stimulansen, något som har hjälpt forskare dra slutsatsen att formationen är viktig för inlärning.  Både underskott och överskott av dopamin har visat på starka kopplingar till en rad olika neurologiska sjukdomar.
Substantia nigra pars compactas förmodade användningsområde är att förse de basala ganglierna med dopamin och malfunktion leder till svåra följder. Den utsöndrar även dopamin till prefrontal- och frontalbarken, en signalväg som försvagas i samband med schizofreni.
Substantia nigra pars reticulata består av GABAgena neuron och utövar en inhibitorisk påverkan på vissa motoriska system t.ex. huvud- och ögonrörelser samt tros ha att göra med prevention mot epileptiska anfall. Den är alltså viktig som en begränsande faktor för utsöndringen av dopamin i SNpc. Pars reticulatas kontakt mot andra formationer består huvudsakligen av de mot talamus och fyrhögarna, där det utövar inhibitorisk eller disinhibitorisk effekt.

## Sjukdomar
Tack vare den centrala rollen dopamin spelar för det mänskliga beteendet så har det forskats mycket på kopplingen mellan utsläpp och produktion av dopamin i de basala ganglierna och neurologiska sjukdomstillstånd.

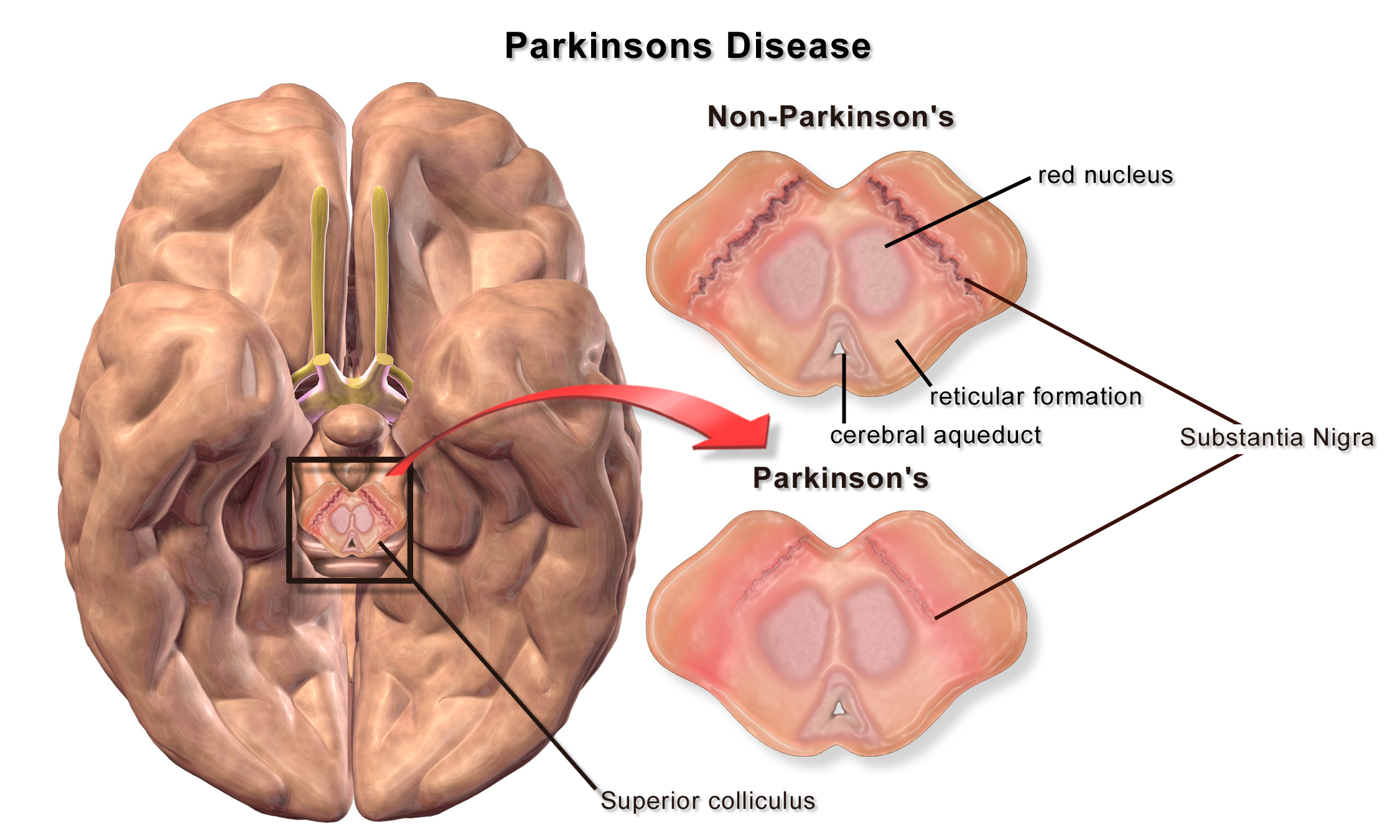
Degenerering av pars compacta som följd av Parkinsons

### Parkinsons sjukdom
Den sjukdom som oftast nämns i samband med substantia nigra är Parkinsons sjukdom. Parkinsons är en neurologisk sjukdom som kännetecknas av symptom som rörelseproblem, stelhet, skakningar och sänkt balansförmåga. Detta beror framförallt på celldöd i de dopamininnehållande neuronen i substantia nigra pars compacta. Celldöd i detta område är en naturlig del av åldrandeprocessen, precis som i övriga hjärnan. Parkinsons sjukdom innebär dock en kraftigt ökad hastighet av celldegenerering, något som syns via symptom först när 80-90% av cellerna har dött. Skador på substantia nigra kan också resultera i Parkinsons sjukdom och symptom som liknar den. En föranledande faktor till celldöd i substantia nigra har visat sig vara hög prevalens av neuromelanin, något som ackumuleras genom åldrande. En teori är att neuron innehållande en hög halt neuromelanin som dör leder till den neuroinflammation som karaktäriserar Parkinsons sjukdom. Sjukdomens ursprung är alltså delvis känt, men man har ej lyckats finna botemedel.

### Schizofreni
Schizofreni är en psykisk sjukdom som kännetecknas av en varaktig abnormal perception av verkligheten. Vanliga symptom för människor som är drabbade är svåra vanföreställningar, desorganiserat tänkande och hallucinationer. 
Sjukdomen kännetecknas av ett ökat flöde av dopamin ifrån substantia nigra till striatum i den främre delen av basala ganglierna, samt ett minskat flöde av dopamin till prefrontal- och frontalbarken. Den dopaminbaserade hypotesen om schizofreni föreslår att en ökad mängd receptorer i striatum ligger som underliggande faktor till sjukdomen. Det minskade flödet av dopamin till hjärnbarken och det överflödiga mängden som stannar i subkortikala regioner leder till obalans. Detta förklarar de psykotiska dragen som återfinns hos de som lider av sjukdomen, samt de nedsatta kognitiva funktionerna som medföljer.

### ADHD
ADHD (Attention-Deficit Hyperactivity Disorder) är en neuropsykologisk diagnos som kännetecknas av överaktivitet, svårigheter med impulskontroll och uppmärksamhetsproblem. Hypoteser kring sjukdomens uppkomst inkluderar olika signalsubstanser, bland annat dopamin. Forskning tyder på att barn som blivit diagnostiserade med ADHD kan ha förstorade delar av substantia nigra samt ha abnormalt utvecklade dopaminerga transmittorbanor från substantia nigra till limbiska systemet och frontalloberna . En ny teori, den hypodopaminerga teorin om ADHD, föreslår att uppmärksamhetsproblem och överaktivitet som förknippas med ADHD kan ha att göra med ett minskat utsläpp av dopamin ifrån substantia nigra .